# Курмашев, Кенже
Кенже́ Курма́шев (каз. Кенже Құрмашев; 1898 год — не раньше 1948) — старший табунщик колхоза имени Карла Маркса Урдинского района Западно-Казахстанской области, Казахская ССР. Герой Социалистического Труда (1948).
Родился в 1898 году в семье потомственных коневодов. С 1933 по 1960 год работал табунщиком, старшим табунщиком в колхозе имени Карла Маркса Урдинского района.
В сложных условиях зимнего периода 1946—1947 годов сохранил без потерь поголовье стада и весной 1947 года и достиг высоких показателей во время приплода кобыл. В 1948 году удостоен звания Героя Социалистического Труда «за получение высокой продуктивности животноводства в 1947 году при выполнении колхозом обязательных поставок сельскохозяйственных продуктов и плана развития животноводства».
Был учителем и товарищем Героя Социалистического Труда Кабдена Темиргалиева.
Награды
- Герой Социалистического Труда — указом Президиума Верховного Совета СССР 23 июля 1948 года
- Орден Ленина